# 阿耶洛-德马尔费里特
阿耶洛-德马尔费里特（西班牙語：Ayelo de Malferit）是西班牙巴伦西亚自治区巴伦西亚省的一个市镇。总面积27平方公里，总人口4155人（2001年），人口密度154人/平方公里。